# Піндай (печери)
Печери Піндай — комплекс з шести печер, розташованих на півострові Непуй на західному узбережжі Нової Каледонії, в комуні Роя Північної провінції, в 240 км на північний захід від Нумеа. Печери знаходяться на узбережжі, в 400 м від моря, за винятком печери Піндай II. яка розташована всього в 40 м від моря. Печери Піндай відомі завдяки археологічним і палеонтологічним відкриттям кінця XX — початку XXI століття. Вони були безперервно населені людьми протягом останніх 2800 років.

## Історія відкриття
Перші скам'янілості були знайдені 3 липня 1983 року Жаном-Крістофом Балуе. За два метри від входу в печеру він знайшов цілий череп вимерлого птаха Sylviornis neocaledoniae. Виявилось, що підлога в головній печері представляє собою вершину шару зі сміття і мулу, яке накопичилось в підземному озері, що раніше було на дні печери. В цьому шарі мулу було знайдено безліч кісток. Згідно радіовуглецевого датування, знахідки були датовані 130—270 роками до нашої ери.

## Палеонтологічні знахідки
Sylviornis neocaledoniae — найбільш поширений вид птахів, знайдений в печерех Піндай. Загалом, серед 23 видів птахів, кістки яких були знайдені в печерах, 8 були вимерлими. 4 види птахів відомі лише за знахідками з цих печер — це два види голубів: Caloenas canacorum і Gallicolumba longitarsus і два види яструбів: Accipiter efficax і Accipiter quartus. Крім кісток птахів, в шарах були знайдені також багато мушель і кісток кажанів. Однак були знайдені і інші унікальні знахідки, наприклад вимерлий вид крокоділів Mekosuchus inexpectatus і скам'янілості вимерлих черепах роду міоланія.